# Эрикссон, Хенри
Хенри Эрикссон (1920—2000) — шведский легкоатлет, который специализировался в беге на средние дистанции. Олимпийский чемпион 1948 года на дистанции 1500 метров с результатом 3.49,8. Серебряный призёр чемпионата Европы 1946 года. 15 июля 1947 года на чемпионате Швеции занял 2-е место в беге на 1500 метров, уступив 1,4 секунды Леннарту Странду, который повторил в этом забеге мировой рекорд — 3.43,0.
В повседневной жизни работал пожарным.